# Fondation Praemium Erasmianum
La Fondation Praemium Erasmianum est une fondation culturelle néerlandaise œuvrant dans les domaines des sciences humaines et sociales et des arts. Elle a été fondée en 1958 par Bernhard de Lippe-Biesterfeld. Le but de la Fondation est de renforcer la position des arts, des sciences sociales et des sciences humaines. La Fondation est motivée par les idées d'Érasme, dont il tire son nom, ainsi que des traditions culturelles européennes. Les valeurs humanistes, telles que la tolérance, le pluralisme culturel et la pensée critique, se reflètent dans le choix des lauréats du prix Érasme et dans les activités autour du thème du prix.

## Organisation
Le président de la fondation est le roi Willem-Alexander des Pays-Bas. Elle est dirigée par un conseil d'administration qui regroupe des représentants des communautés culturelles, scientifiques et d'affaires aux Pays-Bas. Le financement s'est, aux origines, fait par la Loterie Nationale Néerlandaise et le Sport Totaliser. Depuis 2015, elle financièrement indépendante grâce aux donations et aux lègues.

## Prix Érasme

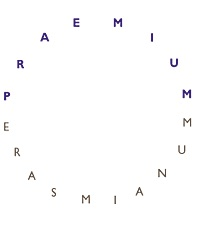
Logo du Prix Erasme

La Fondation Praemium Erasmianum décerne le prix Érasme, qui est un prix annuel qui est décerné à des personnes ou des institutions qui ont apporté une contribution exceptionnelle à la culture, la société ou la science sociale en Europe et le reste du monde. La Fondation organise une large diversité d'activités académiques et culturelles autour de la cérémonie de remise du prix Érasme, ainsi que d'un essai ou d'une publication sur la base du lauréat et de leur travail. La Fondation a également décerné des prix de recherche annuels depuis 1988. À partir de 2015, elle alloue jusqu'à cinq prix de 3 000 € chacun, aux diplômés de doctorat qui ont écrit une thèse remarquable dans les sciences humaines et sociales. Les prix sont décernés par le président de la Fondation lors d'une cérémonie qui se tient normalement en mai.